# Carta d'Alaó
La carta d'Alaó és un document falsificat destinat a donar una genealogia il·lustre al duc Eudes I d'Aquitània (vers 676-735). Al segle xix Joseph-François Rabanis va demostrar la falsedat de la carta que havia estat creada el segle xvii per un erudit de nom Juan Tamagno Salazar. La carta fou atribuïda a Carles el Calb i estava datada el 30 de gener del 845, suposadament per confirmar les possessions del monestir de Santa Maria d'Alaó a Ribagorça. El detalls de la carta fan referència a antigues donacions al monestir amb un detall extraordinari diferent al d'altres cartes carolíngies, el qual per si sol ja fa sospitar de la falsificació. La carta barreja dades comprovades per altres fonts com el Continuador de Fredegari i els Annales Metenses, llegendes i dades imaginàries. El suposat duc Boggis és esmentat com a fill de Caribert II, germanastre de Dagobert I per donar llustre a la casa d'Aquitània, que podria ser d'origen basc cosa que d'altra banda tampoc pot ser demostrada.